# 馬猶龍
馬猶龍（？—？），字玄甫，一字長平，號梁園，河南固始縣人，明朝政治人物。

## 生平
萬曆四年（1573年）丙子科河南鄉試第九名，萬曆十一年（1583年）癸未科會試第二百九十八名，登三甲第二十九名進士。大理寺觀政，本年授直隶庐州府推官，十六年升刑部主事，十九年升禮部祠祭司員外郎，本年出為江西提學僉事，二十年丁憂。因任刑部時曾定罪御史祝大舟赃贿，遂为其庇护者所恶，因遭忌被罷。

## 事跡
萬曆四年（1576年），東林領袖趙南星任河南汝寧府推官，與馬猶龍之父友善，馬猶龍曾從其學。
與湯顯祖、顧憲成有交。

## 家族
曾祖馬濬；祖父馬瑞，曾任壽官；父馬壽高，曾任壽官。嫡母陳氏；生母羅氏。